# 王蓁
王蓁（1447年—1517年），字景福，号双槐，河北保定人。明穆宗、明神宗时期的司礼监秉笔太监。死后由内阁大学士张四维为他撰写墓志铭。

## 生平
正德二年（1507年），出生。
正德十一年（1516年），进入宫廷，在乾清宫担任近侍。
嘉靖元年（1522年），进入内书堂学习，担任司礼监典簿。
嘉靖年间，担任司礼监右少监。
嘉靖三十五年（1556年），赴徽王之国，奉旨将朱載埨降庶人，废其国。
嘉靖四十四年（1565年），赴景王之国，奉命去迎朱載圳灵柩回京安葬。
隆庆二年（1568年），升为司礼监秉笔太监兼银作局掌印太监。
万历四年（1576年），负责文华殿及礼仪房的事务。
万历六年（1578年），皇帝大婚，负责淑女入宫。
万历九年（1581年），请求退休。
万历十年（1582年），去世。